# Manuel Lapa

Manuel Lapa, capa da revista Panorama, 1947

Manuel Francisco de Almeida e Vasconcellos, de nome artístico Manuel Lapa (Lisboa, 20.9.1914 — Lisboa, 11.12.1979), foi um pintor, artista gráfico e decorador português. Pertence à segunda geração de artistas modernistas portugueses.

## Biografia
Filho primogénito de D. Manuel das Misericórdias de Mello e Castro de Almeida e Vasconcellos, 3º conde e 4º visconde da Lapa e 5º barão de Mossâmedes de juro e herdade (Cascais, 9.10.1885 - Celorico da Beira 14.9.1942) e da condessa D. Cecília Burnay e Vasconcelos da Cruz Sobral (Porto, 12.5.1889 - 9.5.1969), casados em Lisboa a 12.2.1902. Nunca se encartou nos títulos de que era representante.[carece de fontes?]
Casou em Lisboa a 27.12.1939 com D. Irene da Silva Pereira, com quem teve seis filhos. O segundo filho deste casal, D. Pedro Manuel de Almeida e Vasconcellos (Lisboa, 21.6.1942) é o 4º conde e 5º visconde da Lapa e 6º barão de Mossâmedes de juro e herdade (por deliberação do Instituto da Nobreza de Portugal de 7.2.2017).[carece de fontes?]
Diplomado pela Escola de Belas-Artes de Lisboa, onde foi professor. Em 1940 integra a equipa de artistas decoradores da Exposição do Mundo Português. A 4 de março de 1941, foi agraciado com o grau de Oficial da Ordem Militar de Cristo. Colabora na Panorama (revista portuguesa de arte e turismo); assume a direção artística da revista Atlântico (1942). Participa na I Exposição de Artistas Ilustradores Modernos, S.P.N., (Porto, 1942); colabora na obra Portugal: Breviário da Pátria para os Portugueses Ausentes (S.P.N./S.N.I., 1946). Participa em seis das Exposições de Arte Moderna do S.P.N./S.N.I. (distinguido com o Prémio Domingos Sequeira, 1947).
Em 1948 integra a equipa de artistas-decoradores do Museu de Arte Popular, para onde executa, em parceria com Tom, os murais do Vestíbulo e salas de Entre-Douro-e-Minho, Trás-os-Montes e Algarve. Nesse mesmo ano participa na exposição 15 anos de Obras Públicas e assume, com Tom, a direção do projeto da exposição 14 Anos de Política do Espírito, promovida pelo S.P.N./S.N.I. (Lisboa, 1948). Em 1953, dirige a ilustração e publicação da obra Guia Olisipo: Roteiro da Cidade de Lisboa. Em 1954 conduz a direção artística da Exposição do Quarto Centenário da Cidade de São Paulo, Brasil, sob a direção do Professor Jaime Cortesão, onde também executa diversas obras. Em 1969 faz parte, com António Quadros (1923-1993) , Lima de Freitas (1927-1998) e Manuel Costa Martins (1922-1996), do núcleo de fundadores do Instituto de Arte, Decoração e Design (IADE), Lisboa.
Termina a sua derradeira pintura mural em 1979, no átrio do Palácio de Justiça de Torres Novas (obra restaurada em 2020). Uma seleção representativa da sua obra foi apresentada em 2019 e 2020 na exposição Da Luz e das Sombras (Festa de Ilustração de Setúbal 2019; Casa do Design de Matosinhos, 2020).